# Лілльян
Лілльян (фр. Lillianes) — муніципалітет в Італії, у регіоні Валле-д'Аоста.
Лілльян розташований на відстані близько 560 км на північний захід від Рима, 45 км на схід від Аости.
Населення — 473 особи (2014).
Щорічний фестиваль відбувається 16 серпня. Покровитель — Святий Рох.

## Демографія
Населення за роками:

Станом на 1 січня 2023 року в муніципалітеті офіційно проживало 25 іноземців з 4 країн, серед них 18 громадян країн Євросоюзу.

## Сусідні муніципалітети
- Карема
- Фонтенмор
- Гралья
- Іссім
- Перло
- Поллоне
- Сеттімо-Віттоне
- Сордеволо